# Isla Sudeste
La isla Sudeste o isla Rangatira (en maorí: Rangatira; en inglés: South East Island) es la tercera isla más grande del archipiélago de las islas Chatham, con una superficie de 218 hectáreas. Se encuentra a 800 kilómetros al este de la Isla Sur de Nueva Zelanda en la costa sureste de la isla Pitt, a 55 kilómetros al sureste del asentamiento principal, Waitangi, en la isla Chatham. Alberga la mayor población de la amenazada petroica de las Chatham (Petroica traversi).